# Туховишта
Туховишта (буг. Туховища) су насељено место у општини Сатовча, Област Благоевград историјско-географског региона Чеч, у јужном делу Бугарске, 2 km од грчке границе. Ово место је 2011. године имало 882 становника, од којих су готово сви муслимански Помаци.

## Географија
Туховишта се налазе у општини Сатовча (Област Благоевград) у историјско-географском региону Чеч.

## Становништво
Туховишта су 2011. имала 882 становника, од којих су готово сви муслимански Помаци.
| 1873. | 1890. | 1900. | 1989. | 2006. | 2007. | 2008. | 2009. | 2010. | 2011. |
| ----- | ----- | ----- | ----- | ----- | ----- | ----- | ----- | ----- | ----- |
| 90    | 120   | 500   | 912   | 880   | 874   | 878   | 885   | 887   | 882   |

## Религија
Становништво Туховиште је 100% муслиманско и састоји од Помака.